# Muránska Lehota
Muránska Lehota – wieś (obec) na Słowacji położona w kraju bańskobystrzyckim, w powiecie Revúca. Pierwsze wzmianki o miejscowości pochodzą z roku 1453.
Według danych z dnia 31 grudnia 2012, wieś zamieszkiwało 196 osób, w tym 89 kobiet i 107 mężczyzn.
W 2001 roku pod względem narodowości i przynależności etnicznej 93,57% mieszkańców stanowili Słowacy, a 1,2% Węgrzy.
Ze względu na wyznawaną religię struktura mieszkańców kształtowała się w 2001 roku następująco:
- Katolicy rzymscy – 84,34%
- Ewangelicy – 4,42%
- Ateiści – 5,62%
- Nie podano – 5,62%